# Geoffroi de Vendôme
Geoffroy o Geoffroi de Vendôme, latinizado como Goffridus Vindocinensis (Angers, h. 1070-íd., 26 de marzo de 1132), prelado y escritor francés.

## Biografía
El angevino Geoffroi provenía de la casa de Craon, barones del alto Anjou. Era hijo de Henri de Nevers, señor de Le Lion-d'Angers. Estudió en el castillo de Craon de su abuelo paterno Robert le Bourguignon, llamado Robert de Nevers, señor de Craon, emparentado con los Condes de Vendôme y la Casa de los Condes de Anjou.
Comenzó una formación eclesiástica en la escuela episcopal de Angers y entró después como monje benedictino en la Abadía de la Trinidad de Vendôme, en la diócesis de Chartres, donde tomó el nombre de Geoffroi de Vendôme. Allí, siendo aún muy joven y diácono, fue nombrado abad el 24 de agosto de 1093 en presencia del obispo Yves de Chartres.
En 1094 Geoffroi de Vendôme dio ayuda financiera al papa Urbano II para echar de Roma al antipapa Guibert de Rávena (el antipapa Clemente III). En agradecimiento lo nombró cardenal en 1094. Al año siguiente se presentó en el concilio de Clermont.
De carácter integrista, Geoffroy acogió a numerosos papas en su Abadía de Vendôme: en 1098 recibió al citado Urbano II y luego, en 1107, albergó a Pascual II. Participó en el concilio de Troyes y luego marchó enseguida a la Abadía de Cluny. Estuvo mezclado en todos los asuntos políticos y religiosos de su tiempo y se batió en defensa de los privilegios y exenciones de su monasterio durante la querella de las Investiduras. Se opuso a la designación del nuevo obispo de Angers, Renaud. Mucho más tarde, se opuso a otro obispo de Angers, Ulger, este último designado por el papa Inocencio II, que tuvo sus peleas con el prelado de Vendôme. En octubre de 1131, Geoffroi de Vendôme asistió al Concilio de Reims. Muere el 26 de marzo de 1132 en el priorato de Trinidad de la Esvière de Angers.
Dejó diversos opúsculos teológicos (sobre las investiduras de los eclesiásticos por los laicos, sobre los Sacramentos (sobre la Eucaristía, el Bautismo, la Confirmación y la Extremaunción), sobre temas ascéticos y pastorales), unos sermones a las fiestas de Nuestro Señor, de la Santísima Virgen, de Santa María Magdalena y de San Benito; himnos a la Virgen y Santa María Magdalena, y cinco libros de Epístolas, correspondencia muy importante para conocer la historia de su época. 
Los opúsculos fueron editados por vez primera por Jacques Sirmond (París, 1610) y se reimprimieron en la Patrología Latina de Migne, vol. CLVII. Hay edición moderna: Geoffroy de Vendôme, Oeuvres (1996) edición y traducción de Geneviève Giordanengo.